# 保序回归
保序回归（英語：Isotonic regression）在数值分析中指的是在保序约束下搜索一个加权 w 的最小二乘 y 以拟合变量 x，它是一个二次规划问题：
{\displaystyle \min \sum _{i=1}^{n}w_{i}(x_{i}-a_{i})^{2}}，且满足 {\displaystyle x_{i}\leq x_{i+1}}
保序回归应用于统计推理、多维标度等研究中。